# Concepción (província do Chile)
A Província de Concepción é uma província do Chile localizada na região de Bío-Bío. Possui uma área de 3.439,0 km² e uma população de 1.010.957 habitantes (2002). Sua capital é a cidade de Concepción. 
Localizada no sul do Chile a província limita-se: a nordeste com Ñuble; a sudeste com Biobío; a oeste com Arauco e o Oceano Pacífico.

## Comunas
A província está dividida em 12 comunas:
- Concepción
- Coronel
- Chiguayante
- Florida
- Hualpén (Comuna criada em 2004 a partir de uma área destacada da comuna de Talcahuano)
- Hualqui
- Lota
- Penco
- San Pedro de la Paz
- Santa Juana
- Talcahuano
- Tomé